# Caesoris novaecaledoniae
Caesoris novaecaledoniae is een hagedis uit de familie skinken (Scincidae).

## Uiterlijke kenmerken
De skink heeft een bruine lichaamskleur met lichtere lengtestrepen. De lichaamslengte exclusief staart bedraagt maximaal 6,8 centimeter, de staart is tot twee keer zo lang als het lichaam. De poten zijn goed ontwikkeld en dragen vijf vingers en tenen. De hagedis heeft een langwerpig lichaam en een spitse kop. De binnenzijde van de mond heeft een opvallende blauwe kleur, waaraan de wetenschappelijke geslachtsnaam te danken is.

## Naamgeving en indeling
Caesoris novaecaledoniae is de enige soort uit het monotypische geslacht Caesoris. De soort werd voor het eerst wetenschappelijk beschreven door Parker in 1926. Oorspronkelijk werd de naam Lygosoma (Leiolopisma) novae-caledoniae gebruikt. De skink werd later tot de geslachten Leiolopisma en Lioscincus gerekend. In 2015 werd de soort in het geslacht Caesoris geplaatst door Ross Allen Sadlier, Aaron Matthew Bauer, Glenn Michael Shea en Sarah A. Smith. Er worden geen ondersoorten erkend. De wetenschappelijke geslachtsnaam Caesoris betekent vrij vertaald 'blauwe mond'; caesius = blauw en oris = mond. De soortaanduiding novaecaledoniae betekent vrij vertaald 'van Nieuw-Caledonië' en slaat op het verspreidingsgebied.

## Verspreiding en habitat
De soort komt endemisch voor in Nieuw-Caledonië, een eilandengroep ten zuidoosten van Australië. Caesoris novaecaledoniae is aangetroffen tot een hoogte van 400 meter boven zeeniveau. Er zijn zes grote populaties van de skink bekend, het totale areaal beslaat ongeveer 7500 vierkante kilometer.
De habitat bestaat uit begroeide gebieden zoals bossen. De skink is overdag actief. Het is een van de weinige soorten skinken die in bomen leeft en een goede klimmer is. De skink jaagt in boomkruinen tussen de bladeren op kleine dieren. s' Nachts wordt gerust op boomtakken. De vrouwtjes zetten eieren af.
De internationale natuurbeschermingsorganisatie IUCN beschouwt de skink als 'veilig' (Least Concern of LC).